# Rhodochytrium spilanthidis
Rhodochytrium spilanthidis — вид зелених водоростей, що належить до монотипового роду  Rhodochytrium.
Паразитична безхлорофільна водорость, яка мешкає на листі квіткових рослин. Описана з Північної Америки.